# Пучсервер, Фабиа
Фабиа́ Пучсерве́р-и-Пла́на (кат. Fabià Puigserver i Plana; 1938, Олот, Ла Гарроча, Испания — 1991, Барселона, Испания) — каталонский сценограф и театральный режиссёр. Учился сценографии в Варшаве. Работал в барселонском Театре Льиуре (Teatre Lliure).

## Режиссерские работы
- «Строители империи» по Б. Виану (Мадрид, 1964)
- «Чудесная башмачница» по Ф. Гарсиа Лорка и «Жизнь есть сон» П. Кальдерона (1965)
- Semper nunc (1967)
- «Антигона» Ж. Ануя (телевидение Польши, 1967)
- «Женитьба Фигаро» Бомарше
- «На дне» Максима Горького(1969)
- «Мир» Аристофана (Madrid, 1970)
- Tot amb patates (Chips With Everything) Ш. О’Кейси (1970)
- El retaule del flautista de Jordi Teixidor i Martínez (1971)
- «Йерма» Федерико Гарсиа Лорка (1972)
- «Кровавая свадьба» Федерико Гарсиа Лорка (Берн, 1975)
- Àlias Serrallonga d’Els Joglars, La Setmana Tràgica, Terra Baixa i El rey que rabió (1975)
- Quiriquibú (1976) de Joan Brossa
- «Еще одна Федра, если вам угодно» С. Эсприу (1978)
- M-7 Catalònia d’Els Joglars (1978)
- «Медея» Еврипида (1981)
- Seven Dagers (1982, per al National Ballet of Canada, Торо)
- «Волшебная флейта» Моцарта
- «Дон Карлос» (Мадрид, 1984)
- «Мамаша Кураж и её дети» Б. Брехта (Мадрид, 1986)
- «Женитьба Фигаро» (1989) Бомарше
- Terra baixa (1990) d'Àngel Guimerà
- «История солдата» (1991) Рамю-Стравинский

## Сценографические работы
- 1960 — «Первая история Эсфири» по С. Эсприу. Реж. Ricard Salvat
- 1968 — El adefesio Рафаэля Альберти. Реж. Mario Gas
- 1972 — «Лисистрата» Аристофана (Madrid, 1972) por la compañía de Aurora Bautista, con dirección de José Luis Gómez
- «Фрёкен Юлия» А. Стриндберга (Madrid, 1973)
- Canta gallo perseguido Ш. О’Кейси (Madrid, 1974)
- 1976 — Camí de nit, 1854 Луиса Паскаля. Реж. Луис Паскаль (Lluís Pasqual).
- «Зелёный попугай» А. Шницлера (реж. Pere Planella)
- «Леонс и Лена» Г. Бюхнера (реж. Pasqual)
- «Гедда Габлер» Ибсена (Реж. Planella)
- «Жизнь Эдуарда II» Б. Брехта (реж. L. Pasqual)
- «Прекрасная Елена» Оффенбаха (реж. Planella)
- «Три сестры» А. П. Чехова (реж. L. Pasqual)
- «Балкон» Ж. Жене (Pasqual)
- 1982 — «Мизантроп» Мольера
- 1983 — «Как вам это понравится» У. Шекспира
- 1983 — «Фальстаф» Дж. Верди
- 1986 — «Публика» Ф. Гарсиа Лорка